# Westendorp (Oude IJsselstreek)
Westendorp (Nedersaksisch: Westendarp) is een dorp in de Gelderse Achterhoek, in de gemeente Oude IJsselstreek in de Nederlandse provincie Gelderland. Het dorp telt bijna 935 inwoners.
Nabij Westendorp liggen de natuurgebieden Tandem, Noorderbroek en landgoed het Hoenderbosch. Westendorp heeft een actief verenigingsleven, met onder meer een gemengd koor, toneel en feestvereniging. In Westendorp staan verder twee basisscholen met een bijzonder karakter: een jenaplanschool en een school voor daltononderwijs.
Per 1 januari 2015 is het enige café in het dorp, Café Zaal De Vos, in het beheer van een stichting gekomen. Het is tot kulturhus getransformeerd.

## Sport
De voormalige gymnastiekvereniging S.E.V. is gefuseerd met de sportvereniging S.V. Westendorp. Verder kent het dorp zijn eigen fanfare: de Westendorpse Fanfare. Ook zijn er een biljart- en een schietvereniging.